# Copelatus imitator
Copelatus imitator es una especie de escarabajo buceador del género Copelatus, de la subfamilia Copelatinae, en la familia Dytiscidae. Fue descrito por Bilardo & Rocchi, 2002.